# フィル・タカハシ
フィル・タカハシ（Philip Masato "Phil" Takahashi、1957年6月12日 - 2020年6月15日）は、カナダのトロント出身の日系人柔道選手。現役時代は60kg級の選手。身長157cm。

## 人物
父はマサオ・タカハシ。
1980年のパンナム選手権で優勝を飾った。1981年には世界選手権に出場して銅メダルを獲得した。1984年のロサンゼルスオリンピックと1988年のソウルオリンピックでは初戦で敗れた。また、弟のレイ・タカハシはレスリングのフリースタイル52kg級の選手で、ロサンゼルスオリンピックでは3位決定戦で日本の高田裕司に敗れてメダル獲得はならなかった
引退後はオタワにおいて、柔道のみならず、柔術、剣道、空手、合気道、総合格闘技などを教えるタカハシ道場を経営していた。

## 主な戦績
- 1979年 - パンアメリカン競技大会　3位
- 1980年 - 環太平洋柔道選手権大会　3位
- 1980年 - パンナム選手権　優勝
- 1981年 - 環太平洋柔道選手権大会　3位
- 1981年 - ドイツ国際　2位
- 1981年 - オランダ国際　優勝
- 1981年 - 世界選手権　3位
- 1982年 - 世界学生　3位
- 1982年 - パンナム選手権　優勝
- 1983年 - 環太平洋柔道選手権大会　優勝
- 1986年 - 英連邦競技大会　3位
- 1987年 - 環太平洋柔道選手権大会　3位

## 参照
- カナダにおける柔道